# Camille Guérin
Pour les articles homonymes, voir Guérin.
Camille Guérin, né le 22 décembre 1872 à Poitiers et mort le 9 juin 1961 à Paris, est un vétérinaire et biologiste français. Avec le médecin Albert Calmette, il est l'inventeur du BCG, vaccin antituberculeux.

## Biographie

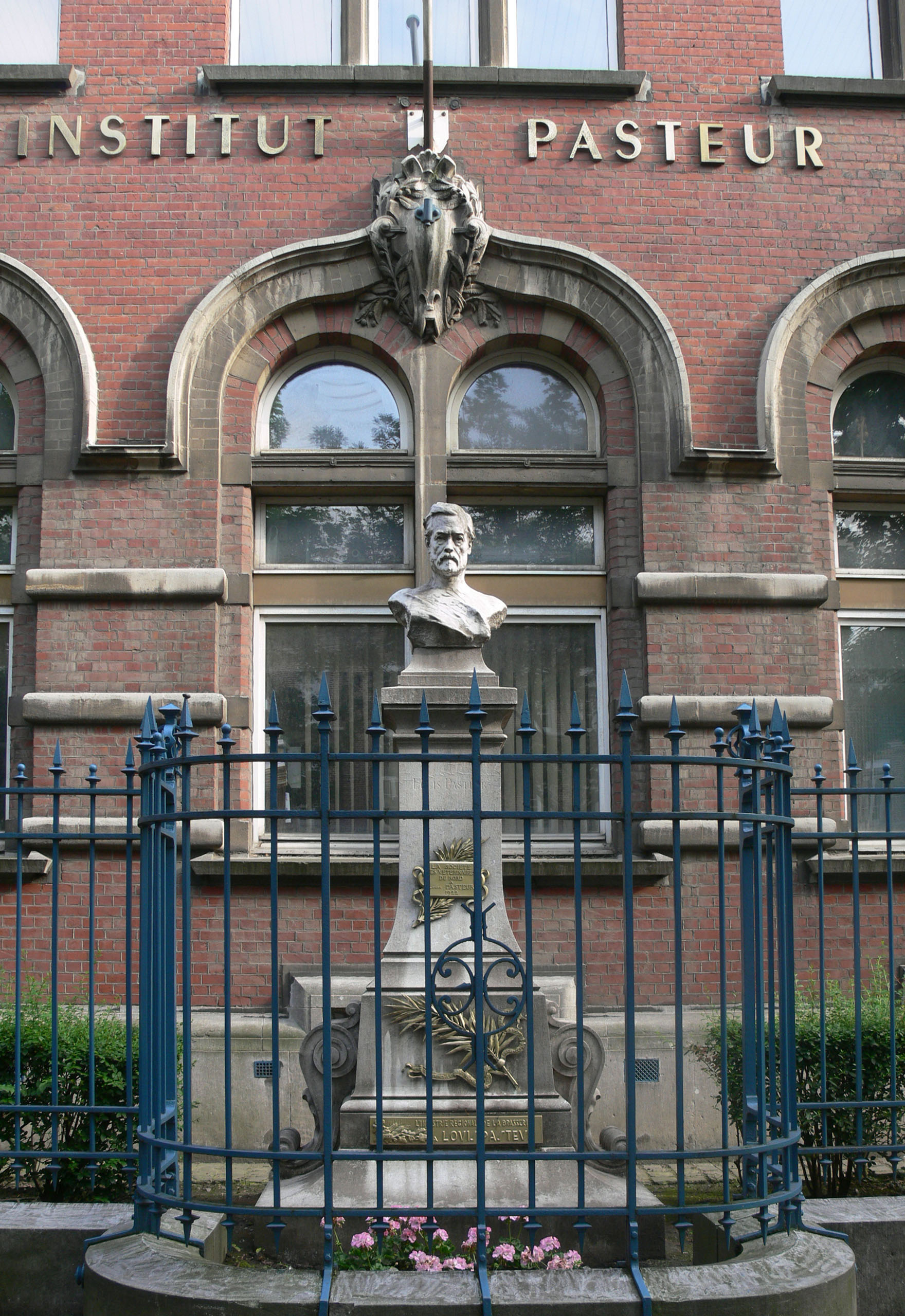
Institut Pasteur de Lille.

Né à Poitiers, en 1872, Jean Marie Camille Guérin est le fils d'un entrepreneur de travaux publics, mort de la tuberculose en 1882. Il étudie la médecine vétérinaire de 1892 à 1896 à l'École nationale vétérinaire d'Alfort, tout en servant d'assistant au pathologiste Edmond Nocard (1850-1903).
Diplômé en 1896, il rejoint l'Institut Pasteur de Lille en 1897 et commence à travailler avec Albert Calmette. D'abord préparateur, il est chargé de préparer le sérum antivenin de serpent et le vaccin contre la variole. Il améliore grandement les techniques de production de ce dernier en utilisant des lapins porteurs, et il met au point une méthode pour évaluer la virulence latente du vaccin. 
En 1900, il se consacre presque exclusivement aux deux sujets d'études qui occuperont la majeure partie de sa carrière scientifique  : la vaccine jennérienne et la tuberculose. En 1905, il est nommé chef de laboratoire. Il poursuit alors les travaux sur la prévention de la variole, menés un siècle plus tôt par Edward Jenner, médecin anglais.
Il découvre d'abord, en 1905, que le bacille de la tuberculose bovine (Mycobacterium bovis) peut immuniser les animaux sans déclencher la maladie. Par la suite, il s'emploie avec Calmette à développer des stratégies de réduction de la virulence de Mycobacterium par des cultures successives. En 1908, après avoir obtenu une préparation immunologique active, Calmette et lui publient les résultats de leurs travaux sur ce qu'ils nomment le vaccin Bilié de Calmette et Guérin (BCG). En 1915, leurs recherches sont interrompues par l'occupation de Lille. Ils ne les reprennent qu'en 1918, après la libération. Finalement, en 1921, après 230 passages de culture du BCG, ils obtiennent un vaccin utilisable chez l'homme. En 1924, les pouvoirs publics autorisent l'extension de l'usage du BCG sur les nouveau-nés humains.
En 1919, Guérin est devenu chef de service à l'Institut Pasteur de Lille. Il prend en 1928, la direction du service de la tuberculose à l'Institut Pasteur de Paris. En 1939, il devient vice-président du Comité national de défense contre la tuberculose. En 1948, il est président du premier congrès international du BCG et, en 1951, président de l'Académie de médecine. En 1955, il reçoit le grand prix de la recherche scientifique de l'Académie des sciences.
Il meurt en 1961, à l'âge de 88 ans, à l'hôpital Pasteur de Paris et est inhumé, aux côtés de son épouse Marie, à Châtellerault.

## Hommages
Divers établissements publics portent le nom Camille Guérin, dont notamment :
- un bâtiment de l'École nationale vétérinaire d'Alfort ;
- un lycée de Poitiers[2] (lycée Camille-Guérin) doté de classes préparatoires aux grandes écoles littéraires et scientifiques, ainsi que d'un parcours préparatoire au professorat des écoles (3PE ou PPPE, depuis septembre 2022) ;
- plusieurs collèges : à Saint-Méen-le-Grand, Poitiers, Vouneuil-sur-Vienne[3] ;
- le centre hospitalier de Châtellerault[4] ;
- une résidence universitaire à Limoges[5].

De nombreuses communes françaises lui attribuent des noms de rues, notamment à Poitiers, Limoges, Nantes, Cholet, La Roche-sur-Yon, Château-d'Olonne, Lille, Caen, Beauvais, Bourges, Bétheny, Sailly-sur-la-Lys, Bressuire, Thouars et Pézenas.